# Beck – Rum 302
Beck – Rum 302 är en svensk thriller från 2015. Detta är den första filmen i den femte omgången med Peter Haber och Mikael Persbrandt i huvudrollerna. Filmen hade premiär som Video on Demand på filmkanalen C More First den 1 januari 2015 och släpptes sedan på dvd/blu-ray den 16 mars samma år.

## Handling
En ung kvinna hittas strypt på ett hotellrum i centrala Stockholm. Martin Beck och Gunvald Larsson utreder fallet där spåren leder åt flera olika håll – från stans förorter till nattlivet runt Stureplan. Samtidigt får de tampas med en ny polischef och Martin måste vänja sig vid det faktum att hans dotter dejtar en polis.

## Om filmen
Inspelningarna till den femte omgången av Beck med Haber och Persbrandt i huvudrollerna inleddes i februari 2014. Till skillnad mot tidigare Beck-säsonger kommer samtliga åtta filmer först få premiär på C More följt av DVD-släpp cirka två månader senare. Omgången delas dessutom upp i två halvor med fyra filmer under 2015 och fyra filmer under 2016.

## Roller i urval
Återkommande:
- Peter Haber – Martin Beck
- Mikael Persbrandt – Gunvald Larsson
- Jonas Karlsson – Klas Fredén
- Måns Nathanaelson – Oskar Bergman
- Ingvar Hirdwall – Valdemar, grannen
- Rebecka Hemse – Inger
- Anna Asp – Jenny Bodén
- Elmira Arikan – Ayda Cetin
- Åsa Karlin – Andrea Bergström
- Anu Sinisalo – Gunilla Urst

I detta avsnitt:
- Sofia Zouagui – Petra Widell
- Mikaela Ardai Jennefors – Denise Andersson
- Niklas Hjulström – Peter Ahre
- Filip Berg – Emil Ahre
- Karin Bjurström – Caroline Ahre
- Rikard Björk – Anders Rönnberg
- Mats Blomgren – Micke Andersson
- Alida Morberg – Anna
- Duncan Green – Lerner
- Daniel Sjöberg – Tomas
- Freddy Åsblom – Calle Salder
- Arvin Kananian – Fabián
- Philip Oros – Morad
- Rebecka Englund Teper – Emma
- Molly Nutley – Simone
- Irma Schultz Keller – Sara Andersson
- Christopher Wagelin – Stefan Lind